# El Ajedrecista
El Ajedrecista foi um autômato capaz de executar com precisão a fase final de uma partida de xadrez, construído em 1912 por Leonardo Torres y Quevedo. Sua primeira aparição pública foi na grande exposição mundial de 1914, tendo criado uma grande repercussão na época. A máquina foi extensamente mencionada na revista Scientific American como "Torres and His Remarkable Automatic Devices" em 6 de novembro de 1915. Utilizando eletromagnetos sob o tabuleiro, ele era capaz de vencer o final de partida de uma Torre e Rei contra um oponente humano com somente o Rei solitário. O dispositivo é considerado o primeiro jogo de computador da história.
O autômato não conseguia aplicar o xeque-mate na quantidade mínima de movimentos necessários, nem sempre em menos de 50 movimentos por causa de seu algoritmo simples que calculava as posições. Entretanto conseguia vencer o oponente todas as vezes. Se um movimento ilegal fosse feito, pelo oponente, o autômato assinalaria através de um indicador luminoso.
Sua construção interna foi publicada por H. Vigneron. O filho de Leonardo fez uma versão melhorada de um autômato baseada no El Ajedrecista em 1920, que fazia os movimentos via magnetos localizados sob o tabuleiro. Ambas as máquinas ainda estão funcionando e são exibidas no Colegio de Ingenieros de Caminos, Canales y Puertos em Madri. Ao contrário do O Turco e Ajeeb, o El Ajedrecista foi um autômato verdadeiro capaz de jogar xadrez sem o auxílio humano.